# 沃克登
沃克登（Walkden）是一座小镇，位于英国的大曼彻斯特，曾经是煤炭开采和纺织品制造的中心。根据2001年的英国人口普查，其总常住人口为38,685人；2011年人口普查的人口为21,194人。

## 交通

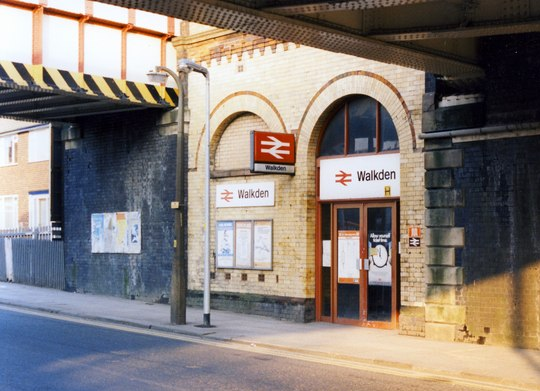
沃克登站

根据2006年的数据，沃克登站每年超过15万人次。

## 社區
Blackleach郊野公园占地50公顷，位于镇中心北部，是指定的当地自然保护区。

## 地标
埃尔斯米尔中心有一个钟楼，它是布尔克夫人钟的复制品。原来的时钟用来提醒煤矿工人他们的班次开始或结束。

## 著名人物
Christopher Eccleston,actor,(Dr.Who)
- Sacha Parkinson（英语：Sacha Parkinson）-演员
- Carol Klein（英语：Carol Klein）, gardener and TV presenter, Gardener's World（英语：Gardener's World）
- Jamie Moore（英语：Jamie Moore (boxer)）, former British light-middleweight boxing champion,
- Alan Halsall（英语：Alan Halsall）-演员Tyrone Dobbs（英语：Tyrone Dobbs） on 加冕街
- Catherine Tyldesley（英语：Catherine Tyldesley）-演员Eva Price（英语：Eva Price） on 加冕街
- Sarah Whatmore（英语：Sarah Whatmore）-歌手
- David Bamber（英语：David Bamber）-演员
- Jason Done（英语：Jason Done）-演员
- Mark Barry（英语：Mark Barry）-歌手BBMak（英语：BBMAK）
- John Wilkinson（英语：John Wilkinson (entrepreneur)）, former chairman of Salford RLFC（英语：Salford Red Devils）
- John Hallows（英语：John Hallows）, footballer, scored 74 League goals for Bradford City between 1930 and 36 (currently the 4th highest ever). He then played for Barnsley F.C. for a season, before he set himself up as a bespoke tailor in Walkden.